# Yves Debay
Yves Debay (Elisabethville, Congo Belga; 24 de diciembre de 1954 — Alepo, Siria; 17 de enero de 2013) fue un militar, periodista y corresponsal de guerra belga nacionalizado francés.

## Biografía
En 1975 Yves Debay se incorporó al Ejército Belga, desempeñando su función como militar en una unidad de reconocimiento. Un año después ingresó en la Escuela de Suboficiales. En 1977, tras seis meses de formación en la especialidad de blindados, fue ascendido a comandante de carro, estando al mando de un Leopard 1.
En 1978, al encontrar aburrida su vida militar en el ejército belga y por convicción anticomunista, se unió a una unidad de exploración de la Infantería Ligera de Rodesia, combatiendo a la guerrilla de Mozambique de inspiración marxista;  y en 1981 se sumó al pelotón Pathfinders en las Fuerzas de Defensa de Sudáfrica.
Tras su etapa como militar y mercenario, en 1985 dejó las armas para trabajar como periodista, realizando un reportaje sobre el ejército francés. En 1986 se incorporó como reportero a la recién creada revista Raids, publicación para la que cubrió varios conflictos: la Guerra Civil Libanesa, la Guerra del Golfo (Operación Tormenta del Desierto), las Guerras Yugoslavas, la Guerra de Afganistán de 2001 y la Invasión de Irak de 2003.
En 2005, después de trabajar durante dos décadas como corresponsal de guerra en Raids, se desvinculó de la revista para crear la publicación Assaut, también de temática militar. En 2013, mientras cubría desde Alepo (Siria) la guerra civil de ese país, resultó mortalmente herido en un combate entre opositores y fuerzas gubernamentales. Fue alcanzado en el pecho y en la cabeza por dos disparos de un francotirador y su cadáver fue sacado del país y llevado a Turquía, donde los médicos certificaron la causa de la muerte.
Se definía a sí mismo como un periodista rebelde y fue detenido varias veces por las fuerzas implicadas en los conflictos que cubrió, en alguna ocasión de manera violenta. En 1991 la Guardia Nacional Republicana iraquí le tomó por un espía estadounidense y lo hizo prisionero. Desarrolló su labor como corresponsal de guerra por libre, sin viajar "empotrado" en las unidades militares como periodista acreditado.